# Вольфганг Пфальцский
Вольфганг Пфальцский (31 октября 1494, Гейдельберг — 2 апреля 1558, Ноймаркт, Верхний Пфальц) — пфальцграф Ноймаркта и губернатор Верхнего Пфальца из династии Виттельсбахов.

## Биография
Сын курфюрста Пфальца Филиппа (1448—1508) и Маргариты Баварской (1456—1501). Его родители хотели, чтобы Вольфганг сделал религиозную карьеру. Он был каноником в Аугсбурге, Вюрцбурге и Шпейере, а с 1515 года — ректором Виттенбергского университета. В 1524 году Вольфганг оставил церковь и стал вести мирскую жизнь.
В 1522 году Вольфганг стал рыцарем Тевтонского ордена, а в 1524 году он получил Ноймаркт в качестве апанажа. В 1544 году он был назначен губернатором Верхнего Пфальца в Амберге. Его считали другом и покровителем учёных.
Вольфганг умер в 1558 году; он никогда не был женат и не имел детей. Он был похоронен в церкви Святого Духа в Гейдельберге.